# Vranovice (Břasy)
Vranovice (německy Wranowitz) jsou vesnice, část obce Břasy v okrese Rokycany v Plzeňském kraji. Nachází se dva kilometry severozápadně od Břas. Je zde evidováno 136 adres. V roce 2011 zde trvale žilo 125 obyvatel.
Vranovice leží v katastrálním území Vranovice u Břas o rozloze 6,14 km².

## Historie
První písemná zmínka o vesnici pochází z roku 1115.

## Obyvatelstvo
| Rok            | 1869 | 1880 | 1890 | 1900 | 1910 | 1921 | 1930 | 1950 | 1961 | 1970 | 1980 | 1991 | 2001 | 2011 | 2021 |
| -------------- | ---- | ---- | ---- | ---- | ---- | ---- | ---- | ---- | ---- | ---- | ---- | ---- | ---- | ---- | ---- |
| Počet obyvatel | 685  | 794  | 787  | 775  | 711  | 622  | 562  | 416  | 343  | 285  | 192  | 140  | 115  | 125  | 166  |
| Počet domů     | 82   | 87   | 86   | 92   | 89   | 91   | 95   | 103  | 103  | 88   | 71   | 91   | 90   | 97   | 99   |

## Obecní správa
Při sčítání lidu v letech 1869–1950 Vranovice byly samostatnou obcí, se kterým patřily nejprve do okresu Plzeň, ale v letech 1900–1950 v okrese Rokycany. Od roku 1960 jsou částí obce Břasy v okrese Rokycany.

## Galerie

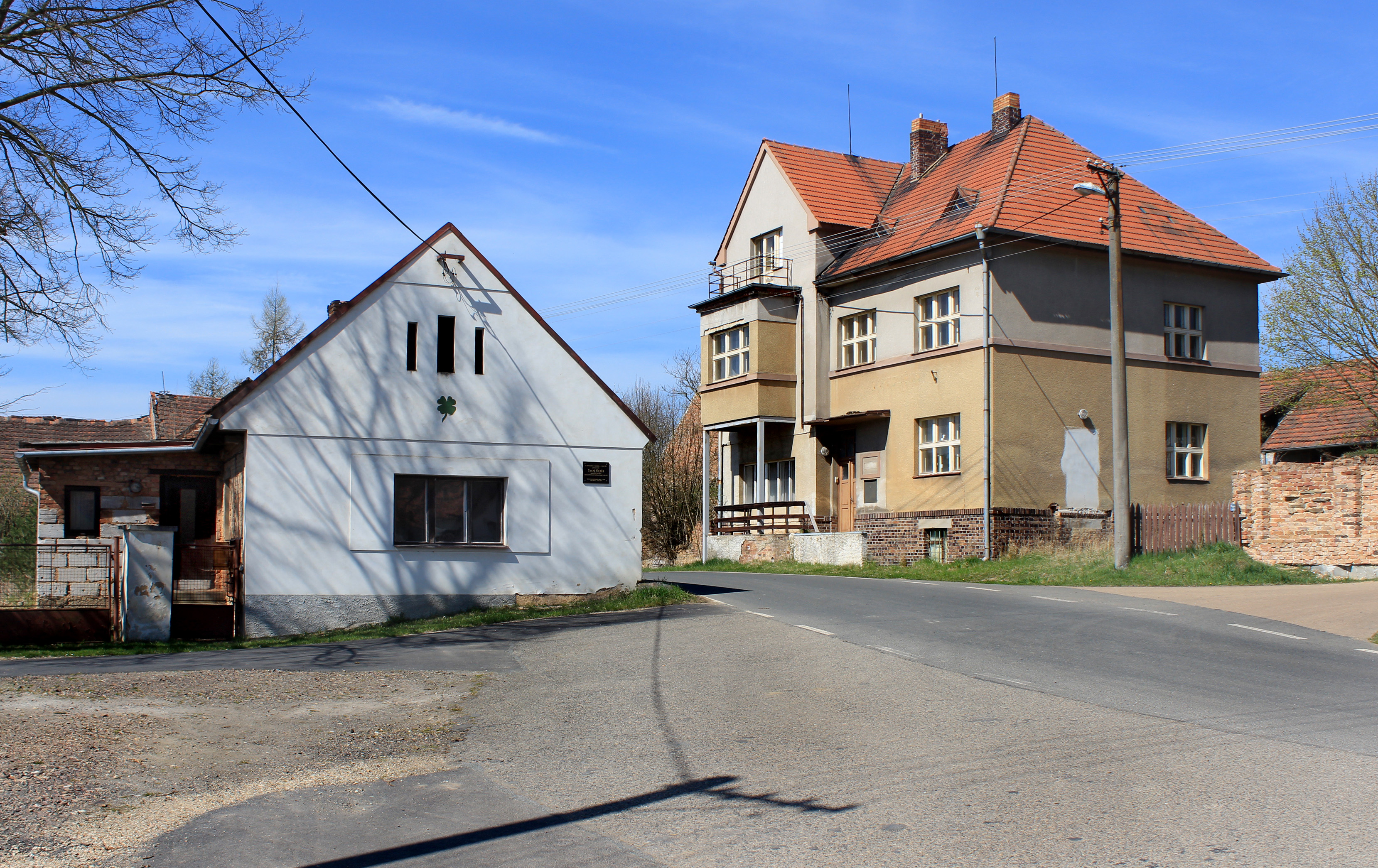
Náves, vlevo rodný domek Josefa Kepky s pamětní deskou
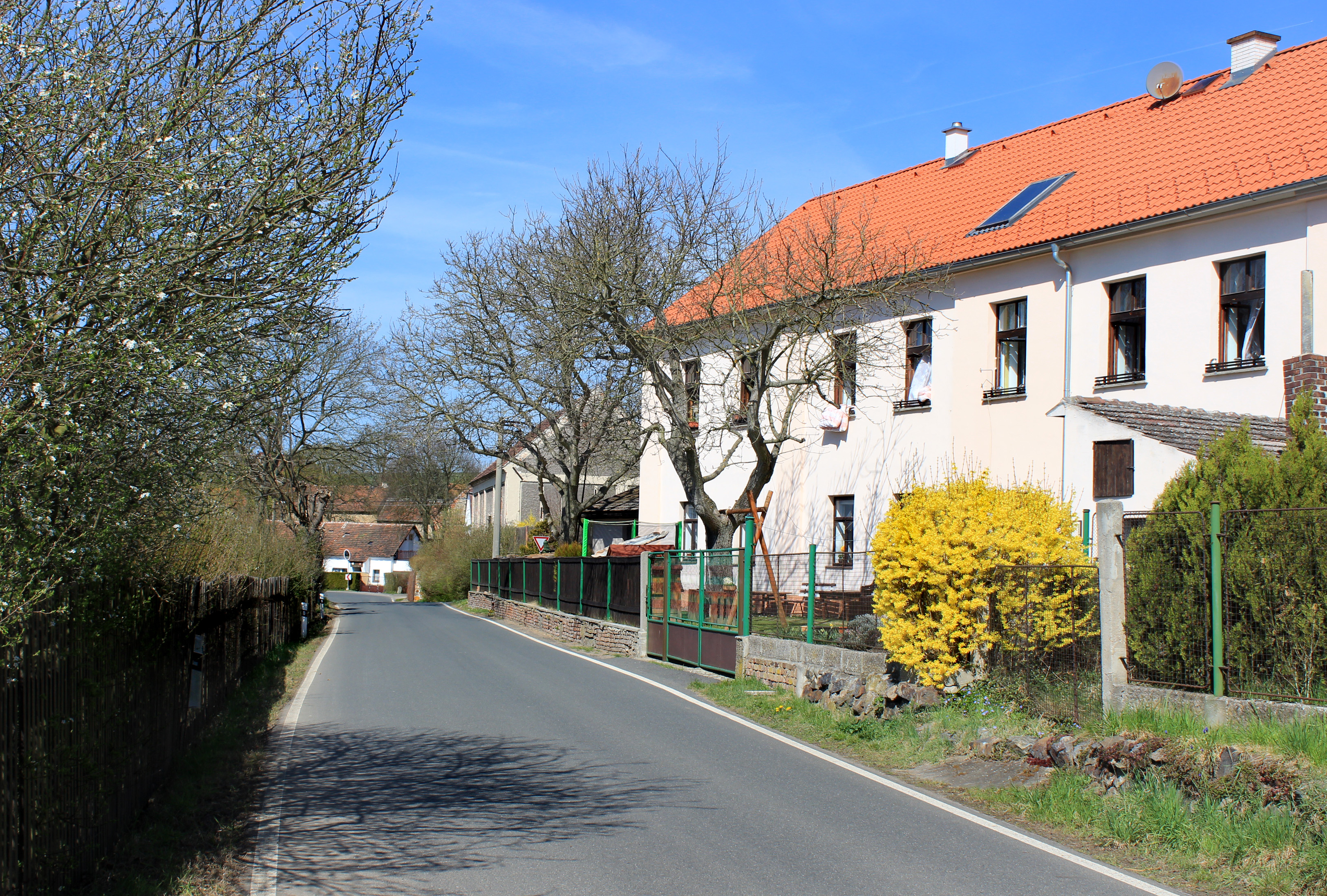
Hlavní silnice
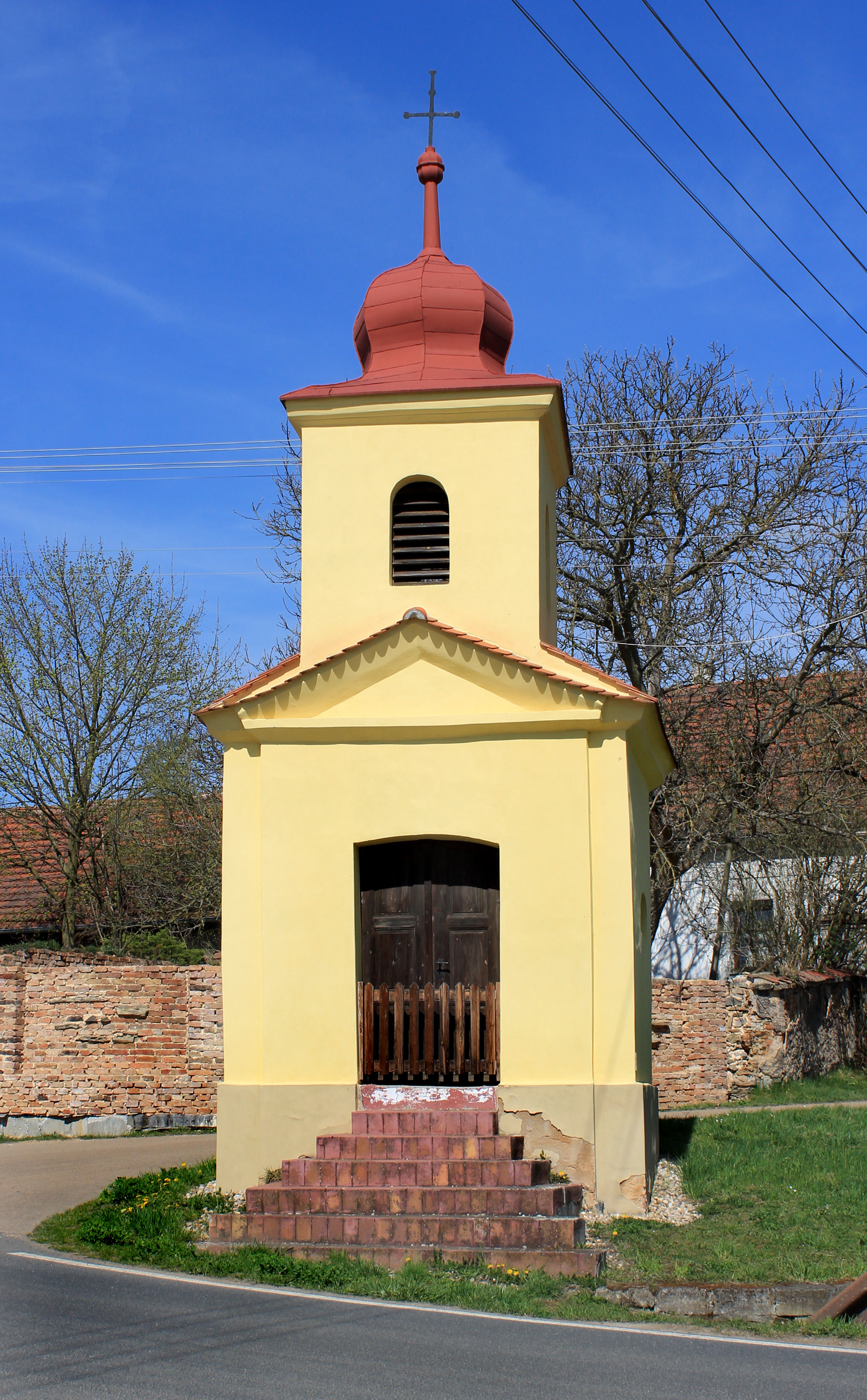
Kaple u návsi
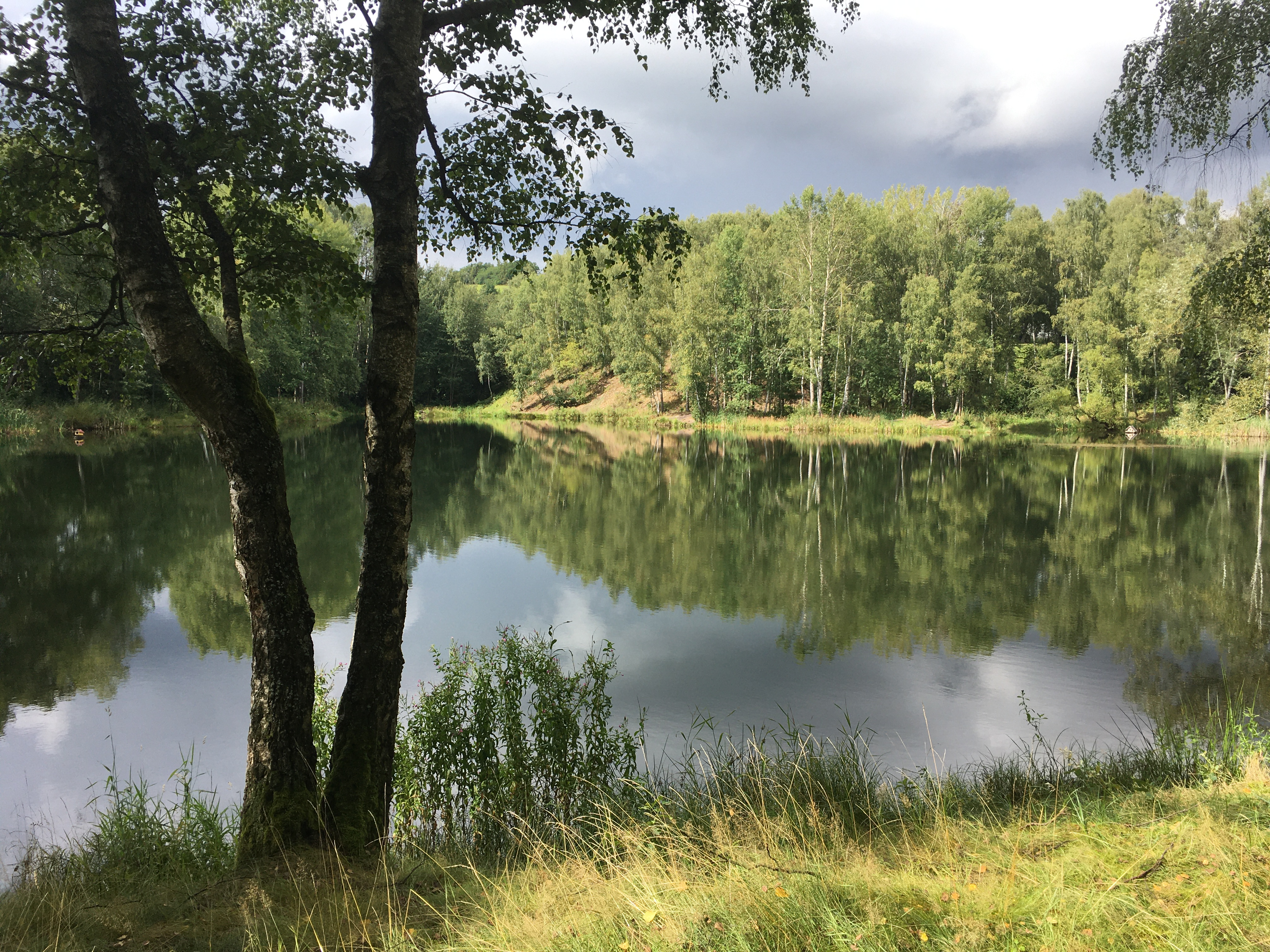
Vranovické jezero
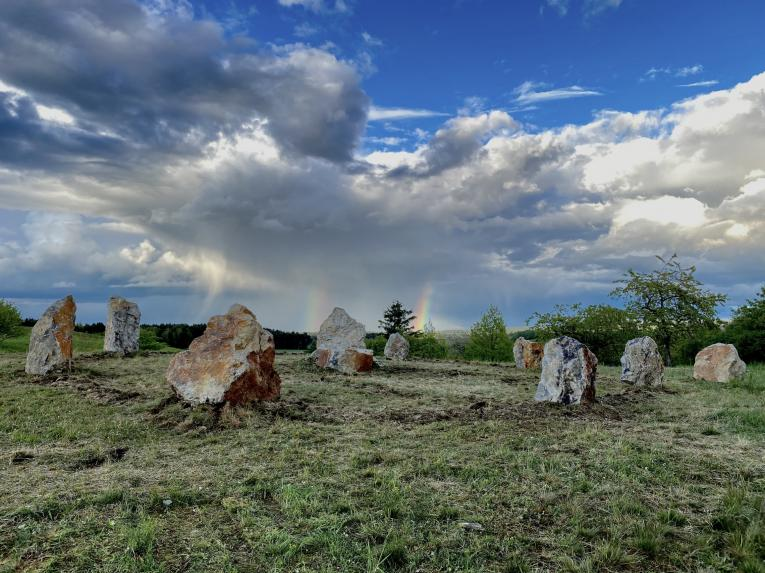
Kamenný kruh Vranovice - vrch Hovězák

## Pamětihodnosti
- Kaplička[10]
- Rodný domek Josefa Kepky popraveného komunistickým režimem v roce 1952